# Памела (ураган, 2021)
Ураган «Памела» (англ. Hurricane Pamela) — тихоокеанський ураган 1 категорії, який завдав збитків північно-західним штатам Мексики в жовтні 2021 року. Шістнадцятий названий тропічний шторм та сьомий ураган Тихоокеанського сезону ураганів 2021.
Памела спричинила масові повені та відключення електроенергії в Сіналоа, Наяріті, Дуранго та Коауїлі, а в результаті шторму було підтверджено троє смертей. Багато сільськогосподарських культур, дерев, будинків та хат у постраждалих районах були пошкоджені або знищені внаслідок негоди. Багато річок розлилися  затопивши багато автомобілів і закладів. Багато людей також покинули свої будинки через повінь , а одна людина загинула в Наяріт, де четверо людей також вважалися зниклими безвісти. Повідомляється, що двоє в Техасі загинули через те, що їх віднесло до струмка.

## Метеорологічна історія

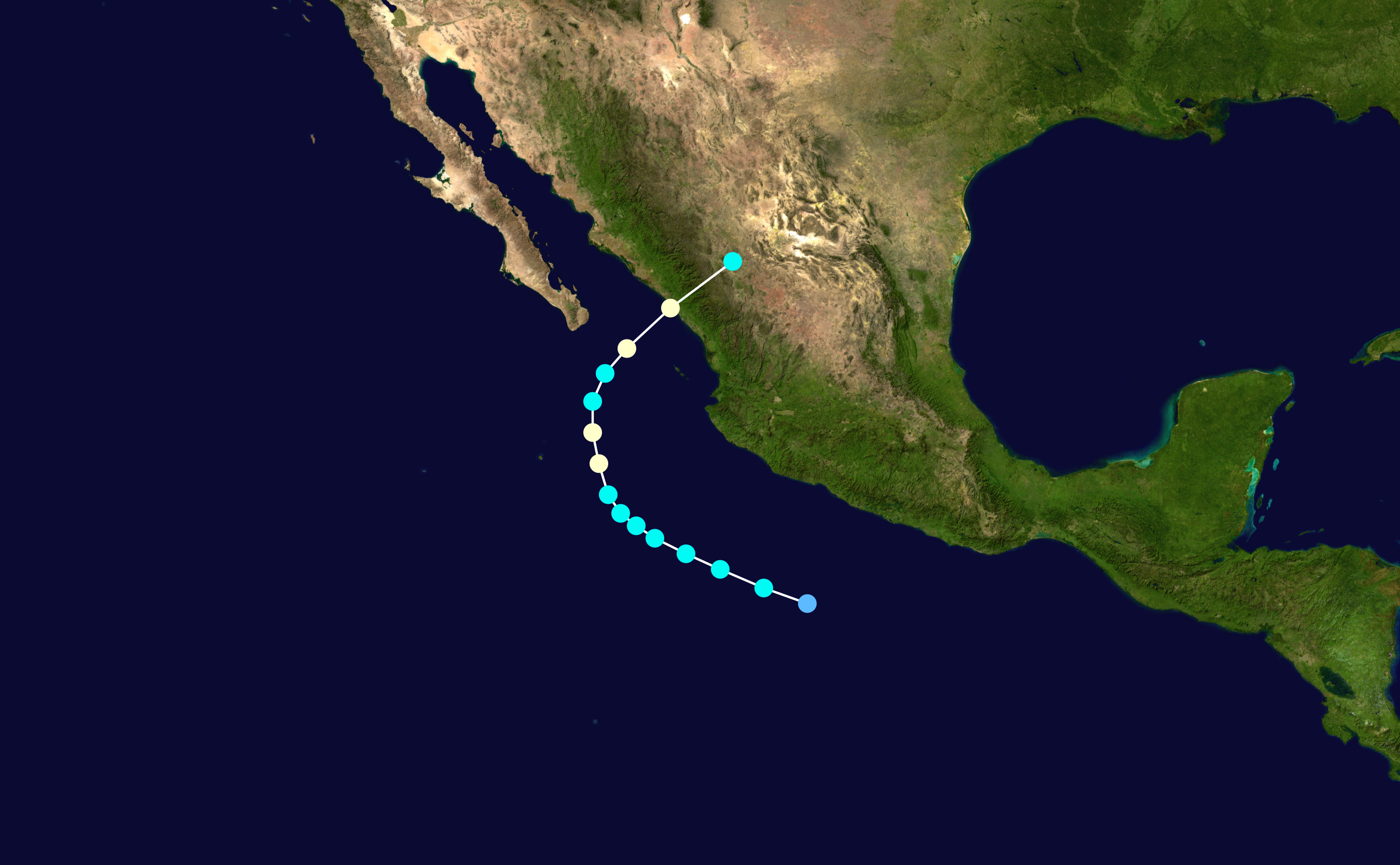
Карта шляху і інтенсивності Урагану Памела за шкалою Саффіра–Сімпсона

7 жовтня о 06:00 UTC, Національний центр ураганів (NHC) почав контролювати тропічну хвилю, поряд з його неорганізованими зливами і грозами з центром над південно-західним Карибським морем, поблизу Нікарагуа для можливого тропічного циклогенезу в Східному Тихоокеанський басейн. Вищезгадана тропічна хвиля охопила країну та сусідню Коста-Рику, і увійшла в Тихий океан наступного дня. Згодом система пішла на захід, і о 00:00 UTC 9 жовтня від хвилі розвинулась широка область низького тиску. Однак його конвекція залишалася неорганізованою, поки не стала краще організованою наступного дня.

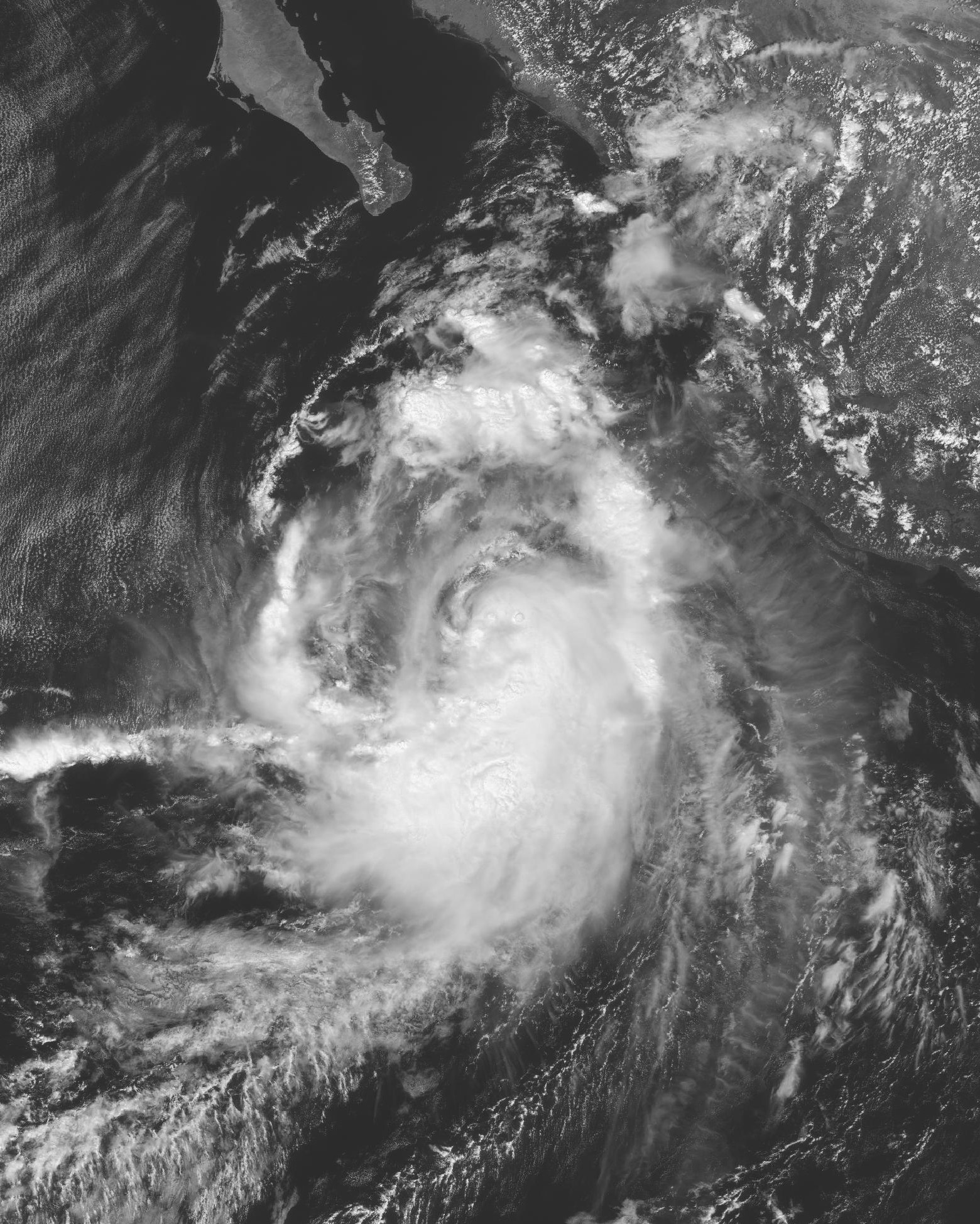
Tropical Storm Pamela on October 11 taken from the red visible band onboard GOES-17.

Пропуск ASCAT о 02:57 UTC того дня показав, що в системі розвивається закрита циркуляція. З додатковими даними скаттерометра, отриманими з оцінок збурення та Дворжака T2.0, разом із його зростаючою конвекцією, NHC почав давати свою першу консультацію щодо Тропічної депресії Sixteen-E, першого активного тропічного циклону в басейні майже за місяць. Пізніше вершини хмари нижче -80°C поширюються на нову депресію. Ініціюючи рух із заходу на північний захід, система розташовується на ділянці, провідній для подальшого розвитку. Тієї ночі його конвекція далі зосередилася в центрі циркуляції низького рівня (LLCC), хоча він став частково відкритим через північно-східний зсув вітру . однак,штормові вітри були виявлені за допомогою проходу скаттерометра в його північно-східному квадранті, і в результаті NHC покращив западину до тропічного шторму, присвоївши їй назву «Памела» о 21:00 UTC.  Незважаючи на зсув і сухе повітря, наступного дня Памела продовжила посилювати статус майже урагану і стала повноцінною системою 1 К
категорії, через дванадцять годин, повернувшись на північ. У цей час Памела зазнала фази конвективного розриву, і вона продовжувала повільно посилюватися до свого першого піку в 70 вузлів (130 км/год; 81 миля на годину) незалежно від зсуву вітру, який порушив її відтікаючий шар, перш ніж ослабнути до тропічного шторму в 21:00 UTC 12 жовтня на основі даних, отриманих з літака-розвідника ВПС, який досліджував систему того дня. Наступного дня Памела повернулася на північний північний схід і зберегла інтенсивність тропічного шторму, перш ніж знову посилитися до урагану низької  1 категорії, коли система наблизилася до узбережжя Мексики о 09:00 UTC на 13 жовтня.
Через три години, за оцінками NHC, Памела вийшла на берег над Естасьон Дімас, Сіналоа з такою інтенсивністю, перш ніж агентство знизило рейтинг системи до тропічного шторму о 15:00 UTC, перебуваючи у внутрішній частині країни. Швидке ослаблення ще більше вплинуло на Памелу під час прискорення по пересіченій місцевості Мексики, коли система ослабла до тропічної депресії, за шість годин до того, як NHC оприлюднив свою останнє рекомендацію, оскільки агентство оголосило, що система була розсіяламь 03:00 UTC 14 жовтня над Коауїлою.

## Підготовка
Уряд Мексики ввів попередження про тропічний циклон в постраждалих районах Мексики, починаючи з 15:00 UTC 11 жовтня і закінчуючи, коли Памела ослабла до тропічної депресії всередині країни. Національна комісія з водних ресурсів (Comisión Nacional del Agua) також оголосила тривогу для мексиканського штату Сіналоа через можливу загрозу з боку Памели. Також очікується, що шторм принесе сильні дощі з можливими зсувами, сильними вітрами, штормом на морі та можливим підвищенням рівня води в річках у прибережних і внутрішніх районах Нижньої Каліфорнії, Сіналоа, Дуранго та Найяріта, повідомляє Servicio Національна метеорологія . Державна рада з питань цивільного захисту колишнього також оголосила саму державу в стані небезпеки через підхід Памели. В Кабо Сан Лукас порт "був закритий для всіх судів у час 8 укриттів безпеки в Ла Паз і 11 в Cabo San Lucas були відкриті в разі можливої евакуації. Федеральна комісія електрики (CFE) також направила деяких своїх співробітників, щоб усунути можливі проблеми з електрикою. Уряд Сіналоа привів 10 південних муніципалітетів у стан червоної готовності через загрозу шторму, тоді як 13 рейсів були скасовані міжнародним аеропортом генерала Рафаеля Буельни  13 жовтня. Відкрили 40 укриттів на можливі сильні дощі та сильний вітер. У службі цивільного захисту в Масатлані також зазначили, що понад 80 районів штату загрожують можливим затопленням, 23 людини вирушили в безпечні притулки, щоб подолати шторм. 

## Наслідки
Проходження зовнішніх смуг Памели викликало повінь в Колімі . У Мансанільйо ці затоплення призвели до того, що кілька міст були відрізані. Через сильні дощі розлився потік на Коліміллі, в результаті чого люди перепливали на човні через сусідній Барра-де-Навідад, Халіско . 11 жовтня того ранку працівник готелю в Колімі намагався перетнути потік, але безуспішно, оскільки людину вже знесло течією; однак йому вдалося уникнути аварії, не постраждавши. Через шторм обвалилася дорога, що з'єднує Ехідо-ель-Уізколоте з Камотланом; вулиця вже була пошкоджена через дощі. Кілька автомагістралей також зазнали пошкоджень у Мансанільйо та Колімі з різних причин. Опади від шторму також затопили центральні райони Текуала, Наяріт . Це змусило пасажирів та автомобілістів перебиратися заболоченими дорогами. Інші муніципалітети на півночі також постраждали від проливної зливи. Повідомлялося, що вода в річці, яка проходить через Уаджікорі, піднялася через кількість опадів, які збираються вздовж гірських районів Дуранго і Сакатекас , що змусило прохід через Ківіквінту місттимчасово закрити. 4 людини також вважаються зниклими безвісти в Наяріті, в тому числі троє державних службовців і двоє жителів русла річки Уаджикорі. У муніципалітетах Акапонета , Текуалаі Tuxpan , були повені з водою, яка досягала 5 метрів у висоту.
Кілька пальм гойдалися на вітрі, принесеному Памелою в Сіналоа, в той час як банк втратив вікна, повідомляє влада. Багато дерев також було повалено штормом у Мазатлані. Магазини та ресторани в пляжній курортній зоні також зазнали пошкоджень через систему. Національна гвардія Мексики повідомила Reuters, що їхні люди рятували людей, які опинилися у своїх будинках внаслідок повені. Багато палаців на острові Ісла-де-ла-П'єдра були знищені в результаті сильного вітру шторму. Зсуви також вплинули на частину платної дороги Масатлан-Дуранго та лібре(безкоштовне шосе) між тими ж містами. Однак влада Мазатлану повідомила про незначні збитки від Памели, найгіршою була повінь у кількох районах цього району. [29] За даними Comité Local de Atención a Emergencias (CLAE), у цьому районі було зафіксовано 141,0 міліметра (5,55 дюйма) зливи. Тим часом Федеральна комісія електрики (CFE) відновила 57% електроенергії, яка була відключена під час переходу Памели 13 жовтня. Загалом постраждали понад 195 990 споживачів. Понад 10 732 людини втратили електроенергію в штаті Наяріт, 173 191 в Сіналоа, 9 887 в Дуранго і 2 980 в Коауїлі.
Річка Акапонета в Наяріті вийшла з берегів, що призвело до затоплення кількох сусідніх міст. Особи, які знаходяться поблизу цього району, також були змушені залізти на свої автомобілі та чекати допомоги або шукати притулок на висоті. До постраждалих районів через переповнення зазначеного району також потрапила автомагістраль Тепік-Мазатлан, при якій двоє людей опинилися в пастці в пункті збору зборів Текуала, одна людина була занесена, а інша була врятованаt
.  Підрозділ Урбі Вілла-дель-Рей у Лос-Мочісі також був затоплений штормовими опадами, хоча громадський транспорт там, здається, не постраждав. Оскільки річка Балуарте також розлилася, муніципалітет Росаріо в Сіналоа негайно евакуював понад 1500 сімей у 6 громадах у цьому районі. Тамтешні органи влади також описали збитки в цьому районі як "катастрофічні". Влада також повідомила, що Текуала, Наяріт недоступний через дощі, які спричинила Памела, що спричинило велику воронку на дорозі Акапонета-Текуала. 7,648 га (18,90 акрів) посівних угідь також було пошкоджено в Сіналоа, в якому промисловість перцю чилі постраждала найбільше. Понад 9106 людей постраждали в Наяріті, і 8000 з них достроково втратили свої домівки. Незважаючи на катастрофу, дощі, принесені Памелою, були повідомлені як «корисні» в долині Каррізо, оскільки врожаї там все ще ростуть і вони в основному потрібні.

### Південний захід США
Памела, незважаючи на те, що розсіялася над гірською місцевістю Мексики, її залишки продовжилися над Техасом , де двоє людей  загинули після того, як їх змило в річку в окрузі Бексар. Ще п’ятьох людей вдалося врятувати з двох автомобілів. Сильні опади також вплинули на Сан-Антоніо : 3,5 дюйма (89 мм) було зафіксовано і вдвічі більше в окрузі Гонсалес. Через шторм у штаті також було проведено кілька рятувальних робіт на воді.